# Julia Stone
Julia Natasha Stone (Sydney, 13 aprile 1984) è una cantautrice e polistrumentista australiana.

## Biografia
Dal 2006, Julia Stone fa parte del duo Angus & Julia Stone; insieme hanno collezionato numerosi dischi d'oro e di platino a livello nazionale ed hanno pubblicato quattro album in studio, due dei quali arrivati in vetta alla ARIA Albums Chart.
Nel settembre 2010, dopo cinque anni di lavoro con il fratello Angus, la cantante ha pubblicato il suo album solista di debutto, The Memory Machine. È stato accolto positivamente dalla critica specializzata ed ha esordito in 73ª posizione nella classifica australiana degli album e in 137ª in quella francese. Ad agosto 2011 Stone ha supportato Doveman nei suoi concerti in California e a New York. A maggio 2012 è uscito il suo secondo album solista, intitolato By the Horns, che ha debuttato all'11ª posizione in madrepatria ed è entrato in numerose classifiche nazionali. Nel 2015 Stone ha collaborato nel singolo Regardless di Jarryd James, posizionatosi alla 48ª posizione nella ARIA Singles Chart e certificato disco d'oro nel paese.
Nel febbraio 2020 ha pubblicato una cover del brano Beds Are Burning, singolo apripista della raccolta a scopo benefico Songs for Australia, uscita nel marzo seguente e caratterizzata da reinterpretazioni di canzoni australiane con la partecipazione vocale di molti altri artisti.
Nell'aprile 2021 pubblica il suo terzo album in studio Sixty Summers.

## Discografia

### Album in studio
- 2010 – The Memory Machine
- 2012 - By the Horns
- 2021 - Sixty Summers

### Singoli

#### Come artista principale
- 2010 – Maybe
- 2012 – You're the One That I Want
- 2012 – Let's Forget all the Things That We Say
- 2012 – It's All Okay
- 2012 – Justine
- 2012 – I Was Only 19
- 2020 – Breathe It In (con Garrett Kato)
- 2020 – Beds Are Burning

#### Come artista ospite
- 2015 – Regardless (Jarryd James feat. Julia Stone)
- 2017 – Solid Gold (Elk Road feat. Julia Stone)